# Sabina Chebichi
Sabina Chebichi (* 13. Juni 1959) ist eine ehemalige kenianische Mittelstreckenläuferin.
Sabine Chebichi gehört zur Ethnie der Elgeyo (Kalendjin). 1973 erregte die Schülerin Sabine Chebichi Aufsehen in der Sportwelt, als sie bei einem Leichtathletikmeeting in Kericho barfuß und mangels eines Trikots mit einem Petticoat bekleidet 800 m in 2:16,8 min und 1500 m in 4:40 min lief. Ihr einziges Training bis dahin war die mehrere Kilometer lange Strecke zu ihrer Schule.
Bei den British Commonwealth Games 1974 in Christchurch gewann sie über 800 m Bronze in 2:02,61 min und wurde über 1500 m Fünfte in 4:18,56 min. Sie war damit die erste Kenianerin, die bei den Commonwealth Games eine Medaille errang.
Der Boykott Kenias verhinderte eine Teilnahme an den Olympischen Spielen 1976.